# Scytopetalaceae
Famille
Classification APG II (2003)
Classification APG III (2009)
Les Scytopetalaceae sont une famille de plantes à fleurs dicotylédones. Selon Watson & Dallwitz, elle comprend 20 espèces réparties en 5 genres :
- Brazzeia (en), Oubanguia (en), Pierrina, Rhaptopetalum, Scytopetalum (en).

Ce sont des arbres des régions subtropicales à tropicales d'Afrique.

## Étymologie
Le nom vient du genre Scytopetalum composé du préfixe scyt-, « cuir ; lanière ; fouet », et du suffixe -petal, « feuille ; pétale » 

## Classification
La classification phylogénétique incorpore cette famille aux Lecythidaceae dans l'ordre des Ericales.